# Benedetta Carlini
Benedetta Carlini (1591-1661) fue una monja italiana que afirmaba haber experimentado visiones místicas, y que vivió en la Italia de la Contrarreforma, durante los siglos XVI y XVII.  
Como abadesa del Convento de la Madre de Dios, en Pescia, las experiencias místicas de Benedetta llegaron a oídos del papado de la Contrarreforma, que estaba empecinado en subordinar a místicos potencialmente problemáticos si mostraban señales cualesquiera de espiritualidad herética. Varias investigaciones de Benedetta fueron enviadas desde el papado para comprobar la veracidad de las experiencias místicas y de la santidad de Benedetta, investigaciones que generaron creciente escepticismo y sospechas entre los enviados papales. Uno de los descubrimientos más perjudiciales para Benedetta fue la declaración por parte de la hermana Bartolomea, una de las monjas a su cargo y quien a menudo era asignada como su asistente personal para velar de ella durante sus «combates espirituales», de que Benedetta había sostenido relaciones sexuales con ella. Bartolomea declaró que Benedetta le había practicado frotamientos mientras estaba poseída por el espíritu de un ángel al que llamaba Splenditello, nombre que al igual que otros nombres de ángeles con los que Benedetta afirmaba comunicarse en sus visiones, levantó aún mayores sospechas entre los enviados papales, quienes creían que eran más posiblemente el nombre de demonios. Las experiencias de Benedetta fueron declaradas o bien falsas o producto de posesión demoníaca, y fue despojada de su rango y apresada hasta su muerte, unos 35 años después.  
El caso de Benedetta fue descrito en 1985, cuando Judith C. Brown relató su vida en Immodest Acts: The Life of a Lesbian Nun in Renaissance Italy, explicando los acontecimientos que la llevaron a ser de importancia para los historiadores de la espiritualidad femenina y del lesbianismo. El libro fue adaptado al cine en 2021 en la película Benedetta, dirigida por Paul Verhoeven. 
La dramaturga y directora teatral canadiense Rosemary Rowe escribió también una obra de teatro sobre la relación amorosa con la hermana Bartolomea, Benedetta Carlini: Lesbian Nun of Renaissance Italy («Benedetta Carlini: monja lesbiana de la Italia renacentista»). 

## Vida
Benedetta Carlini nació en una familia de clase media italiana, que pudo comprarle una plaza en el Convento de la Madre de Dios en Pescia, que le permitió una vida confortable. A los treinta años, Benedetta fue nombrada abadesa, pero comenzó a tener una serie de visiones, en las que hombres trataban de matarla. Temerosas de que Benedetta estuviese endemoniada, las demás monjas la asignaron a su celda. Las visiones más terribles cesaron, pero siguió teniendo visiones sobrenaturales.
Las visiones llegaron a oídos del papa, entregado a la Contrarreforma y determinado a silenciar a los místicos potencialmente peligrosos si mostraban signos de espiritualidad independiente o herética. A pesar de que visitaron tres o cuatro veces a Benedetta, no fue hasta que interrogaron a la hermana Bartolomea que descubrieron que Benedetta y Bartolomea eran amantes. Según el relato de Bartolomea, la hermana Benedetta la obligaba a hacer el amor con ella y ambas experimentaban las epifanías místicas que la hermana Benedetta describía.
De acuerdo con Brown, es posible que no fuese tanto el lesbianismo de Benedetta lo que la llevó a la caída y el encierro, como su egotismo. La confesión de Bartolomea fue suficiente para que Benedetta fuera despojada de su posición de abadesa y mantenida bajo arresto los restantes 35 años de su vida. Su antigua amante, la hermana Bartolomea, había muerto un año antes, en 1660.

## Interpretaciones alternativas
E. Ann Matter, una teóloga feminista, tiene un punto de vista alternativo del caso de Benedetta Carlini, que ha expuesto en una contribución al Journal of Homosexuality en 1990. Comparó y contrastó los relatos autobiográficos de Benedetta Carlini y otra mística católica italiana del siglo XVII, Maria Domitilla Galluzzi de Pavia. Ambas, Carlini y Galluzi, se designaban a sí mismas como visionarias y eran muy respetadas, tanto por la comunidad religiosa como por la seglar, pero ambas eran vistas con desconfianza y estrechamente vigiladas por la jerarquía de la Iglesia. Los registros del juicio a Benedetta Carlini relatan los contactos sexuales mencionados con Bartolomea, mientras que Maria Domitilla Galluzzi parece que no tuvo experiencias sexuales dentro de su mística. Matter se pregunta en el artículo si los estudiosos habrán caído en la tentación de simplemente transponer la propia forma de entenderse en el contexto actual a situaciones históricas. «Monja lesbiana» puede verse como una descripción simplista y, junto con Maria Galluzzi, la sexualidad de Benedetta Carlini puede interpretarse como una conexión orgánica muy elaborada entre lo espiritual y lo sexual.
Sin embargo, hay que señalar que Matter ha escrito ampliamente sobre Galluzzi en otros contextos y el estudio de Brown sobre Carlini es mucho más profundo que el de la primera.